# Нощно шкафче
Нощно шкафче, понякога наричано и нощна масичка е вид мебел, представляваща малко шкафче, обикновено с едно чекмедже или ниска масичка, която се поставя отстрани на леглото в спалнята. Ако леглото е достатъчно голямо и на него спят двама души, шкафчетата се постатвят от двете страни на леглото.
На него обикновено има нощна настолна лампа. На него могат да се поставят също така будилник, телефон, лекарство, книга, очила, или напитка.
В миналото те са изпълнявали доста по-различна роля. Поради това, че тоалетните са били на двора, през нощта хората са използвали гърне (цукало), което са затваряли в нощното шкафче.